# 민아 (성우)
민아(1987년 10월 31일 ~ )는 대한민국의 성우로, 2015년 한국방송 성우극회 공채 40기로 입사했다.

## 출연작

### TV 애니메이션
- 헬로 카봇 쿵 (카툰 네트워크) - 머드쿵
  - 헬로 카봇 유니버스 (SBS) - 파일럿 크루
  - 극장판 헬로 카봇: 달나라를 구해줘! - 위대한 토끼발
- 검볼 - 니콜 워터슨, 칼멘, 앨런, 수지
- 아이돌타임 프리파라 (MBC) - 파라라 알람/파라라, 지고쿠 미미코/미미, 츄페/츄펫
- 반짝반짝 해피★ 열려라! 코코밍 (디즈니채널) - 동그리밍, 블레밍, 이점순여사
- 반짝이는 프리☆채널 (MBC) - 아오바 린카/리카, 아카이 메가네/안경언니, 유리
- 원펀맨 (넷플릭스) - 전율의 타츠마키, 다시마 인피니티
- 포켓몬스터 W (투니버스) - 하루의 어머니
- 팡팡다이노 (KBS) - 뚜뚜
- 숲 속 친구 스토니즈 (KBS) - 꿀벌, 거위벌레
- 반짝반짝 캐치! 티니핑 (재능TV) - 포근핑

### 외화
- 디셉션(KBS) - 브리짓(프란체스카 랜스-도슨)
- 앤트맨과 와스프 - 유모(다시 쉰)

### 라디오

#### KBS
KBS 무대 (KBS 한민족방송)
- 2015.02.21 <통화> - 안내멘트
- 2015.04.18 <어느 쨍한 날> - 기자 1
- 2015.08.08 <금혼식> - 민지
- 2015.09.12 <별일 없이 산다> - 사원
- 2015.09.19 <사랑을 연결합니다> - 혜원
- 2015.10.02 <연극이 끝난 후> - 안내
- 2015.10.24 <그녀의 마지막 로맨스> - 간호사
- 2015.11.07 <피가니니를 위하여> - 주민센터 여자
- 2015.12.05 <울 아빠는 아이돌> - 소영
- 2015.12.12 <카페라떼의 여자> - 선영
- 2015.12.19 <몸 빌려주는 남자> - 귀신 5/40남 아이
- 2016.01.16 <황혼연가> - 손님
- 2016.02.06 <금쪽같은 웬수> - 예슬
- 2016.02.20 <어느 곳에나 있는 남자> - 직원 3
- 2016.02.27 <컨츄리 라디오> - 아줌마 2
- 2016.03.05 <재원이는 1학년> - 진이
- 2016.03.12 <곡예사의 첫사랑> - 어린 숙진
- 2016.04.09 <반장투표> - 전지연
- 2016.04.30 <아르바론 몬살리나> - 장미리
- 2016.05.07 <위대한 이혼식> - 강은교
- 2016.05.14 <어머니와 아들> - 현지
- 2016.06.04 <나는 꿈꾸었다> - 친구 2
- 2016.06.11 <무능경찰 김반장> - 주희
- 2016.06.18 <위험한 아이> - 윤하
- 2016.07.02 <이봐요 경숙씨> - 난주
- 2016.07.16 <관계자 출입금지> - 리포터
- 2016.08.06 <비밀스런 그녀> - 지선
- 2016.08.20 <인공지능 KRIX> - 여학생
- 2016.09.24 <유성우 떨어지는 밤> - 주희
- 2016.10.22 <아버지를 찾아서> - 구경꾼 1
- 2016.10.29 <아싸라비아, 천억만> - 이동주
- 2016.11.05 <용필오빠 콘서트 가는길> - 고등일화
- 2016.11.19 <비를 동반한 눈> - 아나운서
- 2016.11.26 <별이 빛나는 밤에> - 10살 지우/진행자
- 2016.12.17 <내게 비트를 들려줘> - 주민 1
- 2017.11.11 <비연애주의자 고혜진> - 임현정
- 2018.04.28 <짠내나는 청춘> - 장유아, 심사위원 2
- 2019.02.07 <카트수거의 신> - 선아
- 2020.04.04 <님비는 우리에게> - 최선

라디오 문학관 (KBS 라디오)
- 2015.02.29 전성태 <소풍> - 여직원
- 2015.03.01 윤성희 <휴가> - 누나
- 2015.04.19 최은미 <근린> - 선생
- 2015.05.03 이평재 <악어패밀리> - 여고생
- 2015.05.10 최지애 <달콤한 픽션> - 남편 여자
- 2015.05.17 나경화 <쿙 쿙> - 여자 성우/행인 2
- 2015.05.24 송지현 <흔한, 가정식 백반> - 종업원/동생
- 2015.05.31 윤고은 <불타는 작품> - 구여친
- 2015.06.07 정이현 <영영, 여름> - 아이 1
- 2015.06.14 손보미 <임시교사> - 아이
- 2015.06.28 상석제 <블랙박스> - 간호사
- 2015.07.19 김성중 <1973년 여름, 베를린의 안개> - 가이드
- 2015.07.26 이승영 <어떤 살인사건> - 여직원
- 2015.08.02 이윤돌 <장마가 지는 계절> - 여인
- 2015.08.23 양수련 <호텔마마> - 아낙
- 2015.08.30 김범석 <저주받은 흉가의 탄생, 혹은 종말> - 여자 대학생
- 2015.09.13 정소현 <어제의 일들> - 의진
- 2015.10.11 조수경 <유리> - 여학생 2
- 2015.11.01 윤성희 <가볍게 하는 말> - 조카/큰 어머니
- 2015.11.22 천명관 <동백꽃> - 아낙
- 2015.11.29 윤민우 <원피스> - 처제
- 2015.12.13 장강명 <알바생 자르기> - 여직원
- 2016.01.03 전승태 <영접> - 미스강
- 2016.01.24 김경주 <태엽> - 간호사
- 2016.02.07 이수경 <자연사 박물관> - 아들
- 2016.02.28 이진원 <손님> - 친구
- 2016.03.13 김저운 <개를 어떻게 꿈꾸는가> - 아내
- 2016.03.27 사익찬 <전염 무반주> - B
- 2016.04.24 천명관 <퇴근> - 토끼
- 2016.05.01 진성태 <영접> - 미스강
- 2016.06.05 김경욱 <천국의 문> - 여동생
- 2016.06.19 백수린 <중국인 할머니> - 이모
- 2016.07.03 이은선 <유리주의> - 유희
- 2016.09.04 홍지화 <드라이아이스> - 해설
- 2016.09.18 장강명 <대외 활동의 신> - 팀원 1
- 2016.10.09 김영하 <너를 사랑하고도> - 그녀
- 2016.10.16 최은미 <눈으로 만든 사람> - 백아영
- 2016.11.20 고은규 <오빠의 알레르기> - C
- 2016.11.27 조수경 <내 사람이여> - 수아
- 2017.02.19 김 홍 <어쨌든 하루하루> - 이우선 아내
- 2017.05.28 정길연 <우연한 생> - 화니
- 2018.04.22 김미월 <연말특집> - 선
- 2018.06.17 정미형 <나의 펄 시스터즈> - 선미
- 2019.11.24 김성중 <미래는 오래 지속된다> - 나

라디오 극장 (KBS 라디오)
- 2015.02.01 ~ 2015.02.28 조정래 <인간연습> - 단역
- 2015.03.01 ~ 2015.03.31 박지리 <양춘단 대학 탐방기> - 단역
- 2015.06.01 ~ 2015.06.30 이창훈 <퇴계 이황이 된 고교 일진 라이언> - 단역
- 2015.09.01 ~ 2015.09.30 박하익 <선암여고 탐정단> - 단역
- 2015.11.01 ~ 2015.11.30 정동재 <전우치> - 단역
- 2015.12.01 ~ 2015.12.31 서진 <하트브레이크 호텔> - 303호
- 2016.01.01 ~ 2016.01.31 김휘 <해마도시> - 이가람
- 2016.03.01 ~ 2016.03.31 김려령 <가시고백> - 정다영
- 2016.04.01 ~ 2016.04.30 정아은 <모던하트> - 숙모
- 2016.05.01 ~ 2016.05.31 정유정 <내 심장을 쏴라> - 김지은
- 2016.06.01 ~ 2016.06.30 홍부용 <아빠를 빌려 드립니다> - 미혼모/산모
- 2016.08.01 ~ 2016.08.31 김종일 <몸> - 다경(에피소드 3)/단역(에피소드 7~9)
- 2016.09.01 ~ 2016.09.30 이혜린 <열정같은 소리 하고 있네> - 레져
- 2016.10.01 ~ 2016.10.31 김호연 <망원동 브라더스> - 주연
- 2016.12.01 ~ 2016.12.31 김범 <공부해서 너 가져> - 세정
- 2017.03.01 ~ 2017.03.31 정길연 <달리는 남자 걷는 여자> - 마린

소설극장 (KBS 3라디오)
- 2015.01.17 ~ 2015.05.07 미겔 데 세르반테스 <돈 끼호테> - 단역
- 2015.05.08 ~ 2015.06.28 박민규 <죽은 왕녀를 위한 파반느> - 단역
- 2015.06.29 ~ 2015.08.15 프레드릭 배크만 <오베라는 남자> - 단역
- 2016.04.01 ~ 2016.05.19 김언수 <설계자들> - 수민
- 2016.05.20 ~ 2016.06.27 강태식 <굿바이 동물원> - 앤
- 2016.08.08 ~ 2016.10.29 도진기 <유다의 별> - 화미령

다큐멘터리 역사를 찾아서 (KBS 1라디오)
- 2016.01 ~ 2016.12 - 낭독

와이파이 초한지(KBS 1라디오)
- 우희, 조희 역 외 다수